# Ulrika Friberger
Ulrika Kristina Friberger, född 2 april 1925 i Vasa församling i Göteborg, död 5 februari 2013 i Vällingby i Stockholm, var en svensk teaterdekoratör och konstnär.

## Biografi
Ulrika Friberger var dotter till Erik Friberger och Elsa Stina Gullberg och gift med teknolog Arild Braathen från 1952 fram till hans död 2000.
Friberger studerade vid Högre konstindustriella skolan 1944–1948 och vid dekorationslinjen vid Dramatiska teaterns elevskola 1948–1950 samt under studieresor till bland annat Schweiz, Italien, Nederländerna, Belgien och Frankrike. Hon medverkade i utställningen Våra nöjen på Liljevalchs konsthall. Vid filminspelningen av Karin Månsdotter 1954 ansvarade hon för kostym och dekor, för teatern har hon utfört dekorer till bland annat Lycko-Pers resa på Dramaten och Så tuktas kärleken på Nya teatern.
Ulrika Friberger är gravsatt i minneslunden på Råcksta begravningsplats.

## Teater

### Scenografi och kostym (ej komplett)
| År   | Produktion                                            | Upphovsmän                                                                  | Regi                 | Teater                           | Noter                                        |
| ---- | ----------------------------------------------------- | --------------------------------------------------------------------------- | -------------------- | -------------------------------- | -------------------------------------------- |
| 1954 | Guds gröna ängar The Green Pastures                   | Marc Connelly Översättning J. N. Reuter                                     | Johan Falck          | Helsingborgs stadsteater         |                                              |
| 1954 | The och sympati Tea and Sympathy                      | Robert Anderson                                                             | Gunnar Ekström       | Helsingborgs stadsteater         |                                              |
| 1954 | Skådespelaren                                         | Rudolf Värnlund                                                             | Johan Falck          | Helsingborgs stadsteater         |                                              |
| 1954 | Kärlek eller pengar For Love or Money                 | F. Hugh Herbert Översättning Elisabeth Lovén-Hansson                        | Johan Falck          | Helsingborgs stadsteater         |                                              |
| 1954 | Oh, mein Papa! Das Feuerwerk                          | Paul Burkhard, Jürg Amstein, Robert Gilbert Översättning Britt G. Hallqvist | Åke Engfeldt         | Helsingborgs stadsteater         |                                              |
| 1955 | Kristina                                              | August Strindberg                                                           | Johan Falck          | Helsingborgs stadsteater         |                                              |
| 1955 | Dollargrinet The Solid Gold Cadillac                  | George S. Kaufman och Howard Teichmann Översättning Eva Tisell              | Johan Falck          | Helsingborgs stadsteater         |                                              |
| 1955 | Madame Sans-Gêne                                      | Victorien Sardou och Émile Moreau Översättning Herbert Grevenius            | Johan Falck          | Helsingborgs stadsteater         |                                              |
| 1955 | Måndagsäventyr Mr. Kettle and Mrs. Moon               | John Boynton Priestley Översättning Herbert Wärnlöf                         | Gunnar Ekström       | Helsingborgs stadsteater         |                                              |
| 1955 | Fyrtal                                                | Översättning Elisabeth Lovén-Hansson                                        | Åke Engfeldt         | Helsingborgs stadsteater         |                                              |
| 1955 | Mayerlingdramat The Masque of Kings                   | Maxwell Anderson Översättning Karl-Ragnar Gierow                            | Johan Falck          | Helsingborgs stadsteater         | Scenografi och kostym                        |
| 1955 | Mister Ernest The Importance of Being Earnest         | Oscar Wilde Översättning Elisabeth Lovén-Hansson                            | Leo Golowin          | Helsingborgs stadsteater         | Scenografi och kostym                        |
| 1955 | Thehuset Augustimånen The Teahouse of the August Moon | John Patrick                                                                | Stig Olin            | Helsingborgs stadsteater         |                                              |
| 1956 | El Matador Bullfight                                  | Leslie Stevens Översättning Mårten Edlund                                   | Johan Falck          | Helsingborgs stadsteater         |                                              |
| 1956 | Urladdning Clash by Night                             | Clifford Odets Översättning Sven Barthel                                    | Gunnar Ekström       | Helsingborgs stadsteater         |                                              |
| 1956 | Kameliadamen La Dame aux camélias                     | Alexandre Dumas den yngre Översättning Herbert Grevenius                    | Johan Falck          | Helsingborgs stadsteater         |                                              |
| 1956 | Gröna fracken L'Habit vert                            | Gaston Arman de Caillavet och Robert de Flers Översättning Stig Ahlgren     | Johan Falck          | Helsingborgs stadsteater         |                                              |
| 1956 | Drottningen och rebellerna La regina e lgli insorti   | Ugo Betti Översättning Karin Hybinette                                      | Leo Golowin          | Helsingborgs stadsteater         |                                              |
| 1956 | Toreadorvalsen La Valse de toréadors                  | Jean Anouilh Översättning Lennart Lagerwall                                 | Johan Falck          | Helsingborgs stadsteater         |                                              |
| 1957 | Kärlekskvarett Die hellgelben Handschuhe              | Willi Kollo Översättning Gösta Rybrant                                      | Åke Engfeldt         | Helsingborgs stadsteater         |                                              |
| 1957 | Charleys tant Charley's Aunt                          | Brandon Thomas Översättning Gösta Rybrant                                   | Leo Golowin          | Helsingborgs stadsteater         |                                              |
| 1957 | Skattkammarön Treasure Island                         | Robert Louis Stevenson Dramatisering Willy Keidser och Tylle Herlin         | Willy Keidser        | Helsingborgs stadsteater         |                                              |
| 1957 | Barberaren i Sevilla Le Barbier de Séville            | Pierre de Beaumarchais Översättning Allan Bergstrand                        | Johan Falck          | Helsingborgs stadsteater         | Scenografi och kostym                        |
| 1957 | Ett brott                                             | Sigfrid Siwertz                                                             | Johan Falck          | Helsingborgs stadsteater         |                                              |
| 1957 | Markisinnan The Marquise                              | Noël Coward Översättning Lill-Inger Eriksson                                | Gunnar Ekström       | Helsingborgs stadsteater         | Scenografi och kostym                        |
| 1957 | Spindelnätet The Spider's Web                         | Agatha Christie Översättning Eva Tisell                                     | Eva Sköld            | Helsingborgs stadsteater         |                                              |
| 1973 | Änklingars hus Widowers' Houses                       | George Bernard Shaw Översättning Johan Falck                                | Johan Falck          | Norrköping-Linköping stadsteater | Kostym                                       |
| 1974 | Sommarnattens leende A Little Night Music             | Stephen Sondheim och Hugh Wheeler Översättning Björn Barlach                | Torsten Sjöholm      | Norrköping-Linköping stadsteater | Kostym Scenografi tillsammans med Tyr Martin |
| 1974 | Leva loppan La puce à l'oreille                       | Georges Feydeau Översättning Stig Ahlgren                                   | Lars Gerhard Norberg | Norrköping-Linköping stadsteater | Kostym                                       |
| 1974 | Drottningens juvelsmycke                              | Carl Jonas Love Almqvist Dramatisering Alf Sjöberg                          | Torsten Sjöholm      | Norrköping-Linköping stadsteater | Scenografi                                   |